# Dolomedes costatus
Espèce
Dolomedes costatus est une espèce d'araignées aranéomorphes de la famille des Dolomedidae.

## Distribution
Cette espèce est endémique du Hunan en Chine,. Elle se rencontre dans le xian autonome miao de Chengbu.

## Description
La femelle holotype mesure 24,00 mm.

## Systématique et taxinomie
Cette espèce a été décrite par Zhang, Zhu et Song en 2004.

## Publication originale
- Zhang, Zhu & Song, 2004 : « A review of the Chinese nursery-web spiders (Araneae, Pisauridae). » Journal of Arachnology, vol. 32, no 3, p. 353-417 (texte intégral).